# Baronesa Hulot d'Ervy
A baronesa Hulot d'Ervy é uma personagem da Comédia Humana de Honoré de Balzac que aparece somente em La Cousine Bette. Nascida Adeline Fischer em 1790 em uma vila nos Vosges, ela se casa por amor com o barão Hulot, que junta a seu nome o de seu lugar de nascimento, Ervy, para se distinguir de seu irmão, o marechal Hulot.
Depois de seu casamento (1806) e durante vinte anos, o barão é loucamente apaixonado por sua esposa, causando admiração a seu irmão. Adeline é tão bela e bondosa quanto sua prima Elisabeth Fischer é feia e desprezível. Para sua infelicidade, esta prima vem se juntar ao casal em Paris (1809).
Pouco depois de 1815, o barão Hulot, que se destacou nas guerras napoleônicas, foi cassado pelos Bourbons. O homem decai, e resvala para uma vida desregrada. Por amor a ele, Adeline fecha os olhos às suas infidelidades e o consola quando uma de suas amantes o abadona.
Mas ele não pode nada contra as maquinações de sua prima Élisabeth e de Valérie Marneffe, que juntam seus esforços de uma vez para arruinar o barão, e por destruir o casamento da filha de Adeline, Hortense, com Wenceslas Steinbock.
Ela se humilha inutilmente com Célestin Crevel, em 1838, mas, graças ao apoio da duquesa de Carigliano, ela se associa às obras de caridade de madame de la Chanterie. É desta forma que ela consegue encontrar seu marido depois que este havia desaparecido sob um falso nome.
Em 1841, ela permanece junto a seu filho (Victorin Hulot d'Ervy), e vive um curto período feliz. Mas quando surpreende seu marido com uma cozinheira, ela morre de desgosto em 1845.